# 北京育英学校
北京育英学校，位于北京市海淀区万寿路西街，是集小学、初中、高中为一体的全日制公办学校。

## 简介
1946年6月26日，蒋介石下令进攻中原解放区，全面内战爆发。中共中央所办的延安洛杉矶托儿所跟随中共中央离开延安，几经辗转来到河北省平山县西柏坡村附近的苏家坨村。离开延安时，洛杉矶托儿所共有近100名儿童。经过一年半迁徙，连中班的儿童也到了该上小学的年龄。中共中央书记处决定创办一所寄宿制学校。
1948年11月，在河北省平山县西柏坡下东峪村成立“中共中央直属机关供给部育英学校”。该校是在中共中央办公厅供给部原有的一所小学的基础上扩展建成，学生包括附近中央直属机关及中国人民解放军总部所属各单位全体在职人员的学龄子女，不分父母资格和职务一律平等，住校生活。1948年11月21日举行开学典礼，“中共中央直属机关供给部育英学校”正式成立。为纪念1917年俄国十月革命，后来每年的校庆日定为11月7日。育英的校名取自《孟子·尽心章》中“得天下英才而教育之，三乐也。”
1949年北平和平解放后，中共中央办公厅随即派干部参与北平的接收工作。育英学校副校长孙统一也随团来北平，负责为育英学校勘定校址。孙统一看中了万寿路西面的一片旧军营，这里邻近中共中央书记处和中央警卫团，可保证安全。孙统一所选校址经中共中央办公厅主任杨尚昆批准。1949年4月22日，育英学校离开下东峪村，迁往北平。1949年4月23日，育英学校车队抵达北平驻地。中共中央书记处决定改组育英学校领导班子，学校更名为“中共中央直属机关育英小学”，并且成立校董会。中共中央办公厅主任杨尚昆任名誉校长，曾三、傅连暲、邓典桃、李伯钊、刘建勋、李一纯等人为校董委员，学校的日常工作由中直党委办公室负责。育英小学的第一任校长是刘建勋。1950年，党组织调来韩作黎等教师，育英小学由此结束了一年两次的招生制度，改成秋季始业。
育英学校的校址在日本占领时期是小学，中国国民党统治时期是军营。原来杂草丛生，多有壕沟碉堡暗堡，满地子弹壳。上级派来的解放军部队把子弹头挑捡之后，全校师生便配合工人整理校园，填平了交通沟，深埋了暗堡。为了教育学生，学校特意留下一个碉堡，并在碉堡上盖了个亭子，象征和平反对战争。从1949年底筹备，请苏联工程师带苏联海军学校图纸来北京，1950年初动工，到1953年陆续建成教学区和办公楼，以及校门、围墙、学生宿舍、活动室、阅览室、礼堂、风雨操场等，校园占地180亩。1995年拆除原有校园，另建新校舍。
1956年，该校改称“北京育英小学”，划归北京市海淀区教育局管辖。此时韩作黎被任命为北京市教育局副局长，后任局长兼党组书记。新入学条件是革命遗孤、烈士子女，或者父母双方出国无人照顾的孩子。改制后，让子女继续上寄宿制学校的较高花费对子女多的干部甚至最高级别干部都是个负担。而且从1955年9月1日新学年开始，新生报到时需缴学费，学费由课本费、学杂费组成，如继续寄宿还要增加伙食费、住宿费等相关费用。所以许多学生不再寄宿，其中包括刘少奇之子刘丁丁（刘允真）、陆定一之女陆瑞儿（陆瑞君）。
1958年，学校增设了中学部，学校更名为“北京育英学校”。1964年，中学部分离出去成为如今的北京市育英中学（此后和本校成为两所独立的学校），本校更名为“北京育英小学”。1970年，本校再次设立中学部，并恢复校名“北京育英学校”。1980年代，中共中央主席胡耀邦亲笔题写校名“北京育英学校”。
毛泽东的两个女儿李敏、李讷都曾在本校学习。1952年“六一”国际儿童节前，毛泽东的女儿李讷将父亲的题词“好好学习，好好学习”带到了学校。1953年，周恩来几次派秘书到该校了解情况，并告诫学生：“要艰苦朴素，不要特殊化。”1954年12月24日，刘少奇为本校题词：“你们教育质量的好坏，现在固然可以看出一些。但真正要看出来，还在10年、15年以后。也就是要看你们教育出来的学生，到社会上的表现如何。如果表现好，群众拥护欢迎，那就是你们的教育质量好。你们要经常注意，不要叫人家10年、20年以后来清算你们的教育思想。”

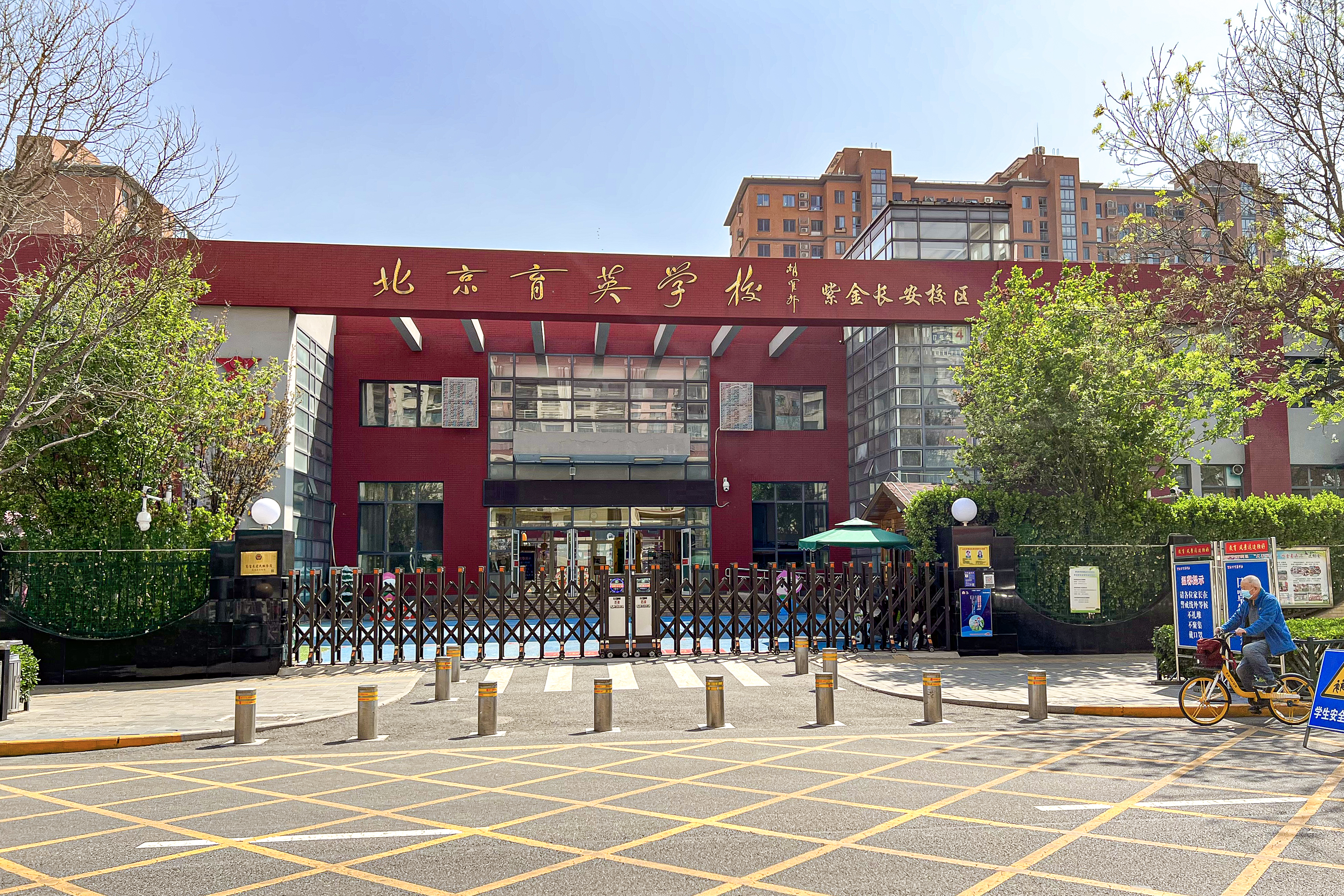
育英学校紫金长安校区

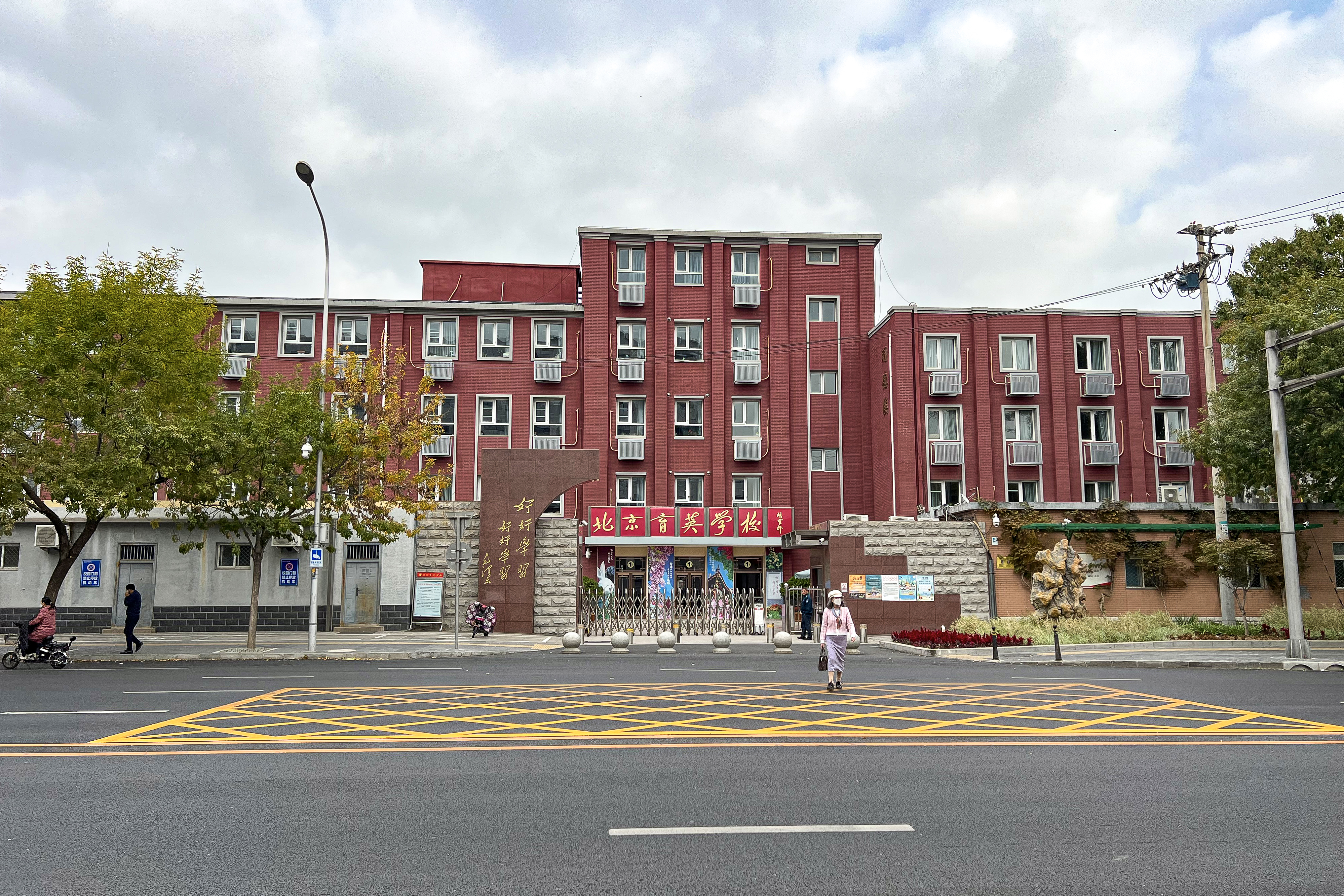
育英学校航天校区（原永定路中学）

现在本校集小学、初中、高中一体。2005年被授予首批“海淀区高中示范校”称号。育英学校与北京大学、对外经济贸易大学、中国人民大学、北京科技大学等高等院校分别合作。此外先后在北京市大兴区、密云区、延庆区建立分校。2016年初，北京市海淀区教委将海淀区永定路中学、海淀区西翠路小学并入育英学校。此后本校形成“育英学校万寿路校区”、“育英学校紫金长安校区”、“育英学校航天校区”、“育英学校西翠路校区”一校四址和育英大兴、密云、延庆分校三个分校的办学规模。
2015年，北京育英学校校史馆正式落成。

## 历任领导
校长
1. 刘建勋（1948年11月—1950年）[14]
2. 韩作黎（1950年—1956年）[7]
3. 康秀悦（1956年—1964年）[15]
4. ？（1964年—？）
5. ？（？—1984年）
6. 曹辅成（1984年—1990年）[16]
7. 申珍明（？—？）[17]
8. 马君义（？—2010年）[18]
9. 严华（2010年—2011年）[19]
10. 于会祥（2011年—）

党总支书记
1. 李一纯（1948年11月—1950年，党支部书记）
2. 孙统一（1950年—1953年，党支部书记）
3. 韩作黎（1953年—1956年，党支部书记）
4. 康秀悦（1956年—1964年，党支部书记）

……
1. 严华（2010年—）[20]

## 知名校友
- 李訥
- 毛遠新
- 王光琦之子
- 張震寰之女
- 鹿晗